# Windows 98开发历史
Windows 98开发历史可以追溯到1996年12月15日的第一个释出build 1351，直到最后一个释出版本Windows 98第二版。

## Microsoft Memphis

### 1996年12月
- Build 1351：“Memphis”的第一个泄露版本，在1996年12月15日被释出。在当时被称作“Windows 97”或者“Windows 9x”。

## Windows Memphis Beta

### 1997年2月
- Build 1387(Beta 1)：于1997年2月7日释出。

- Build 1400(Beta 1)：于1997年2月25日释出。

### 1997年4月
- Build 1423：于1997年4月8日释出，提供给开发者。

## Windows 98 Beta

### 1997年7月
- Build 1546(Beta 2)：第一个以“Windows 98”命名的构建，于1997年7月31日释出，1998年1月31日到期。

### 1997年10月
- Build 1602(Beta 2.1)：于1997年10月3日释出，1998年3月31日到期。第一个能够从Windows 3.1x升级的版本（Beta 2版本没有这个特性）。

### 1997年12月
- Build 1629(Beta 3)：于1997年12月12日释出，1998年8月24日到期。

## Windows 98 Release Candidate

### 1998年2月
- Build 1691(Release Candidate 0)：于1998年2月16日释出，1998年12月31日到期。

### 1998年4月
- Build 1723.4(Release Candidate 2)：1998年4月10日释出，2001年4月1日到期。
- Build 1900.6(Release Candidate 4)：1998年4月28日释出，2001年4月1日到期。

### 1998年6月
- Build 1998：完成的产品，于1998年6月25日释出。

## Windows 98第二版
Windows 98的第一个零售版本发售后，第二版开始开发。

### 1999年4月
- Build 2183(Release Candidate 1)：于1999年4月7日释出，2000年1月30日到期。

### 1999年5月
- Build 2222a：Windows 98第二版的完成版本，于1999年5月5日发行。由于它比第一版更加穩定，且對新裝置的相容性更佳，因此它的销售量超过WIndows 98的第一版。